# سرخرگ زهدانی
سرخرگ زِهدانی (انگلیسی: Uterine artery) یا سرخرگ رَحِمی سرخرگی است که در زنان خون را به رحم می‌رساند.
خاستگاه آن سرخرگ تهیگاهی درونی و پراکندگی و پایانه آن به زهدان (رحم)، مهبل (واژن)، رباط گرد زهدان، لوله رحمی، و تخمدان است.
شاخه‌های آن عبارتند از شاخه‌های تخمدانی و لوله رحمی، سرخرگ مهبلی.